# 4833 Meges
4833 Meges este un asteroid descoperit pe 8 ianuarie 1989 de Carolyn Shoemaker.